# Duivelshoornpoort

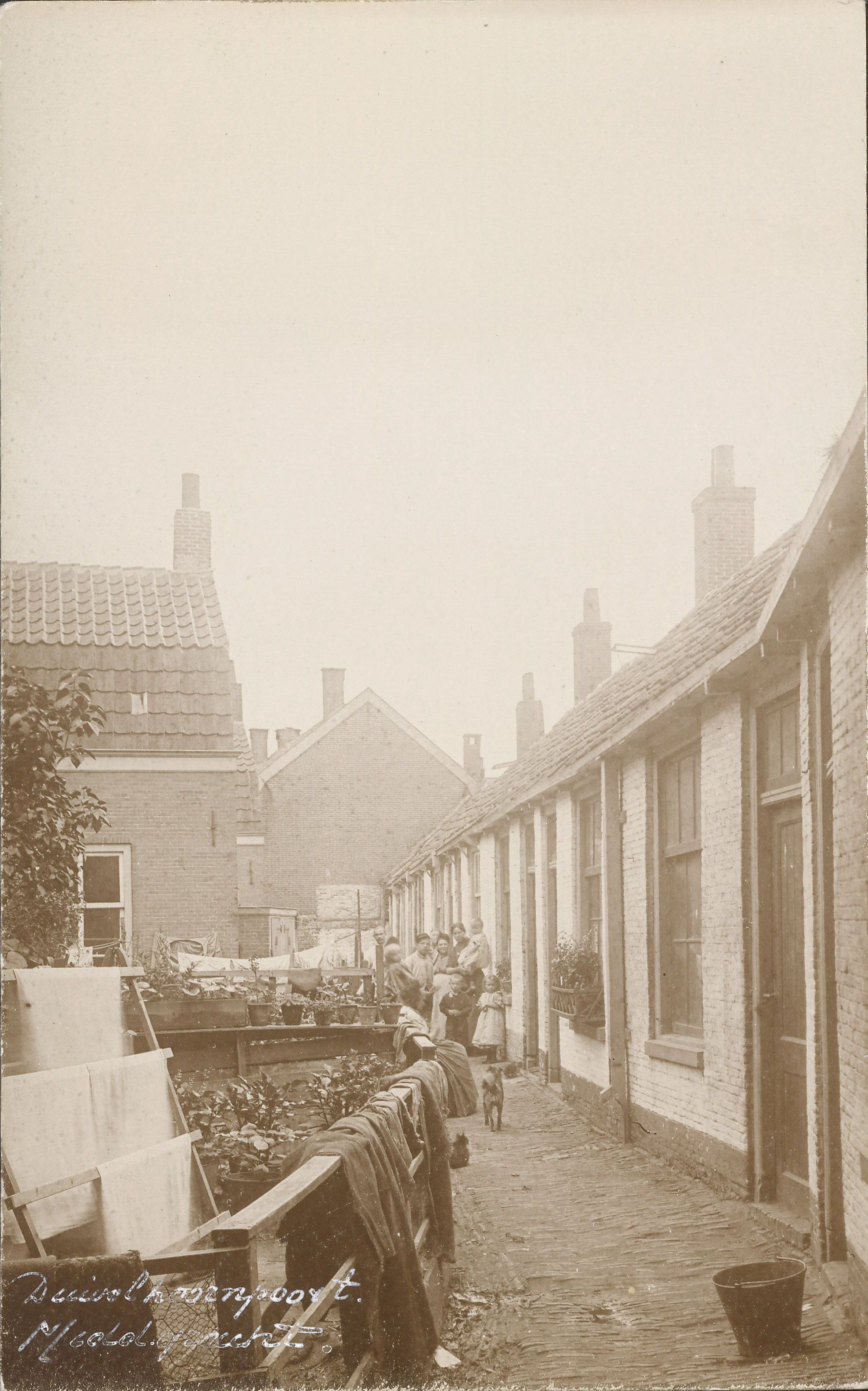
Gezicht op de voormalige Duivelshoornpoort aan de Middelstegracht

De Duivelshoornpoort is een verdwenen hofje in de Nederlandse stad Leiden. Het was gelegen achter Middelstegracht 1. Het omvatte één huizenblok, parallel aan dat van het huidige Hof van Venetië. Aan het eind sloot het blokje aan op dat van de Roggebroodspoort. In 1919 besloot de gemeente het hofje wegens verkrotting te slopen. De poort gaf in  1957 toegang tot een werkplaats. Later vormde het terrein van het gesloopte hofje de speelplaats van de aan de Middelstegracht gelegen Christelijke Bewaarschool.
Eind mei 2015 besloot de gemeente een nieuw aan te leggen openbare ruimte achter de voormalige school opnieuw Duivelshoornpoort te noemen.

## Brug
De eerste delen van de Middelstegracht werden tot aan de demping in 1931/32 verbonden door de Duivelshoornbrug.